# Porta praetoria

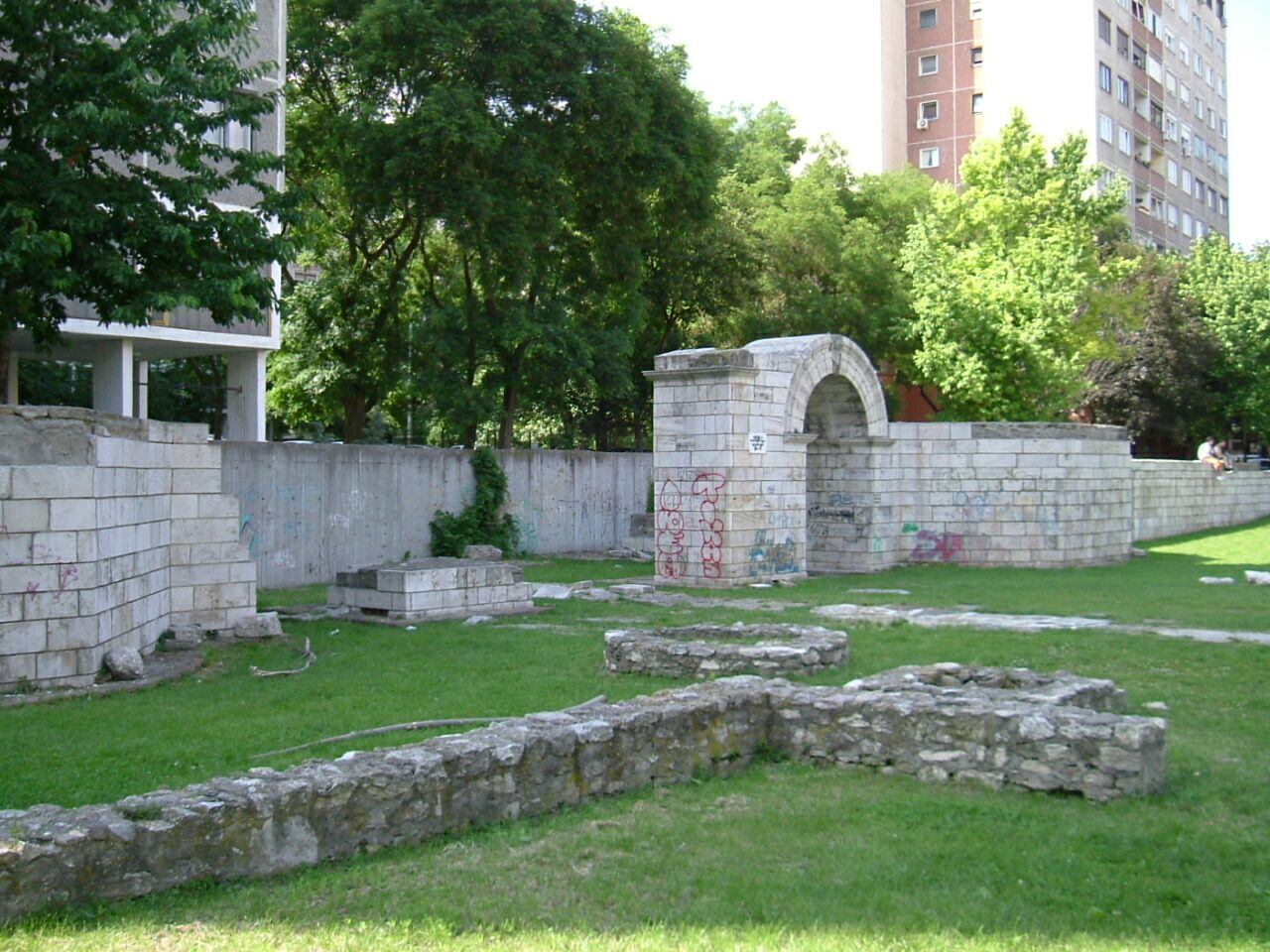
A porta praetoria

A porta praetoria az aquincum-katonai tábor Duna felé néző, keleti oldalának a főkapuja. Alaprajzi formáját tekintve Diocletianus korában épülhetett a megelőző kapulétesítmény helyére, aminek a nyomait teljesen megsemmisítette. Nyolcszögletes, félig előreugró toronypárral védett kapu volt. Lehet, hogy már a 2. században felépült, amit egyrészt azzal indokolnak, hogy az első építési periódus hiányzik, másrészt azzal, hogy 1907-ben Intercisában (ma Dunaújváros) előkerült egy modell, ami a felirata alapján Hilarius, 2. századi aquincumi fazekas által készített oktogonális toronypárral védett táborkaput ábrázol.
A kapu háromosztatú volt, a szélesebb középső nyílás a kocsi-, a két szélső keskenyebb pedig a gyalogosforgalom lebonyolítására szolgált. A tábor főútját jelentő kocsiút (via praetoria) alatt csatornarendszer húzódott, amit kőlapokkal fedtek. Egy a kapu közelében előkerült mérföldkő azt sugallja, hogy ettől a kaputól mérték a kelet felé induló utak távolságát.
A kaput 1972-ben találták meg, alaprajzára Bertalan Vilmosné, Nagy Tibor, Németh Margit és Póczy Klára ásatásai derítettek fényt. A konzerválásra és a műemléki bemutatásra Hajnóczy Gyula tervei alapján került sor 1985-ben.

## Ajánlott irodalom
- Póczy Klára: A porta praetoria feltárása az aquincumi légióstáborban (Budapest Régiségei 24, 1976)